# محسن افشارچی
محسن افشارچی (زادهٔ ۱۳۴۹ در زنجان) سیاستمدار اصول‌گرا و مدرس دانشگاه ایرانی است که سمت استانداری زنجان را در دولت سیزدهم برعهده داشت. وی همچنین عضو هیئت علمی دانشگاه زنجان است.
او سابقه ریاست دانشگاه زنجان در دوران محمود احمدی‌نژاد را دارد. او در دوران انتخابات ریاست‌جمهوری دوره سیزدهم رئیس ستاد سید ابراهیم رئیسی در استان زنجان بود.

## تحصیلات
افشارچی کارشناسی خود را در رشته مهندسی کامپیوتر از دانشگاه اصفهان دریافت کرده و سپس کارشناسی ارشد خود را در همان رشته از دانشگاه علم و صنعت دریافت کرد، او سپس برای کسب مدرک دکتری به کانادا رفت و وارد دانشگاه کلگری شد و در آنجا دکترای مهندسی کامپیوتر در گرایش هوش مصنوعی دریافت کرد.

## استانداری زنجان
محسن افشارچی در روز ۷ مهر سال ۱۴۰۰ با کسب رأی اعتماد از سوی هیئت دولت به‌عنوان استاندار زنجان در دولت سیزدهم منصوب شد.

## دانشگاه زنجان
او از سال‌ ۱۳۸۹ تا ۱۳۹۳ به‌عنوان رئیس دانشگاه زنجان فعالیت می‌کرد و پیش از آن نیز در فاصله سال‌های ۱۳۸۶ تا ۱۳۸۹ سمت رئیس دانشکده مهندسی دانشگاه زنجان را برعهده داشت.